# Selce, Vojnik
Selce so naselje v Občini Vojnik.